# 터미널 (macOS)
터미널(Terminal, Terminal.app)은 애플이 개발한 macOS 운영 체제에 포함된 단말 에뮬레이터이다. 터미널은 macOS의 전작 운영 체제인 NeXTSTEP, 오픈스텝에서 기원이 된다.
단말 에뮬레이터로서 이 애플리케이션은 bash(맥 OS X 10.2 이후의 기본 셸) 등의 유닉스 셸과 결합하여 사용할 때 명령 줄 인터페이스를 운영 체제에 제공함으로써 운영 체제에 대한 텍스트 기반 접근을 제공하며, 이는 macOS의 그래픽 사용자 경험에 대비된다. 사용자는 macOS와 사용할 콘 셸, Tcsh, Z 셸과 같은 다른 셸을 지정할 수 있다.
OS X 10.8(마운틴 라이언) 이후의 Terminal.app의 설정 대화상자는 TERM 환경 변수의 값을 위한 선택지를 제공한다. 사용할 수 있는 옵션으로는 ansi, dtterm, nsterm, rxvt, vt52, vt100, vt102, xterm, xterm-16color, xterm-256color이 있으며 이는 xterm-color의 지원을 제거하고 xterm-16color, xterm-256color의 지원을 추가함으로써 OS X 10.5(레퍼드)의 선택지와는 다르다.

## 같이 보기
- iTerm2: macOS용 GPL 라이선스의 단말 에뮬레이터